# Женско благотворително и просветно дружество „Подкрепа“
Женското благотворително и просветно дружество „Подкрепа“ е обществена благотворителна организация със социална насоченост.
Дружеството е учредено на 29 май 1929 г. в град Пловдив. Неговите учредителки насочват усилията си към многото жени, някои от които са млади момичета, още почти деца, но вече работещи в тютюневите складове и във фабриките в града. Данните, с които разполага дружеството, са че повече от половината са жени и млади девойки. Учредителките преценяват, че условията на труд са убийствено тежки, а социалното, моралното и нравствено положение на тези хора е просто „за окайване“. Част от момичетата попадат под влиянието на идеи, „които похабяват крехките им души“. Поради това дружеството трябва да съдейства за „културното и нравственото повдигане“ на тези работещи жени.
Първоначално учредителките са шестдест, полагащи грижи за оповестяване и популяризиране на дейността му. В резултат от тези усилия в него влизат нови членове и в края на 30-те – началото на 40-те години на XX век в него членуват около сто и петдесет души. Новоучреденото дружество избира настоятелство, в което влизат единадесет жени, които формират три комисии: просветна и увеселителна комисия, както и контролна комисия, която следи за изправността на сметките и другите документи.
Повечето от деятелките на организацията са съпруги на политици и общественици, на стопански дейци, лекари, интелектуалци – София Гр. Данова, Христина Каишева, Елисавета Пеева, др. Д. Кръстева-Етърска, Б. Мосинова, Ел. Чичовска, Мария Кесякова и други. Председателки последователно са Н. Върбенова (1929 – 1931), В. М. Данова (1931 – 1932). Сред учредителките е и Стела Здравкова (1887, Сливен – 1958, Пловдив), жена с разностранни интереси и широка култура. Родена в семейство на лекари, тя получава музикално образование в Германия. Членува в Българската секция на Международната лига за мир и свобода, в Българския женски съюз, в дружеството „Майчина грижа“.
Към дружество „Подкрепа“ са развити курсове за елементарно ограмотяване на девойките и в обучението им по шев и кройка, както и три курса – по четене и писане за неграмотни, по физическо възпитание и обучение на бъдещи майки.
Образователните курсовете се провеждат в три поредни години, а курсът по шев става постоянен. Броят на момичетата, записали се в него се увеличава от осемдесет през 1929 г. на сто седемдесет и шест през 1934 г. Строежът на собствена сграда започва през август 1933 г. на място, подарено от държавата и намиращо се в близост до района на тютюневите складове. Строителството му се осъществява на отделни етапи и е приключено през есента на 1937 г. На 19 януари 1936 г. в сградата му се открива Дом-пансион за девойки и работещи жени, трапезария за тях и за други изпаднали в нужда се момичета, обзаведена е и стая за почивка за работничките от тютюневите складове.
В памет на своите родители Рада и хаджи Цанчо Кесякови и на братята си Славчо и Христо Кесякови, Иван и Мария Кесякови завещават на училищно настоятелство в родния и град собствената си къща там. Къщата трябва да бъде обзаведена и бъде използвана като пансион за нуждите на гимназията в Копривщица. През лятото от 15 юли до 5 септември в пансиона се урежда лятна колония за деца, с цел Копривщица да стане едно от най-търсените летовища в България. За реализацията на проекта се грижи ръководството на фондацията „Х. Ненчо Палавеев“.
„Женското благотворително и просветно дружество „Подкрепа“ е закрито със заповед на министъра на вътрешните работи от 10 юни 1946 г. Имуществото му е предадено на Помощната организация в Пловдив.